# Dobrnje
Dobrnje (cyr. Добрње) – wieś w Serbii, w okręgu braniczewskim, w gminie Petrovac na Mlavi. W 2011 roku liczyła 537 mieszkańców.